# Helen McCrory
Helen Elizabeth McCrory (Londra, 17 agosto 1968 – Londra, 16 aprile 2021) è stata un'attrice britannica.
Nota soprattutto per aver interpretato due volte il ruolo della first lady Cherie Blair, nel 2006 in The Queen - La regina di Stephen Frears e quattro anni dopo nel film TV I due presidenti, e sempre al fianco del collega Michael Sheen nei panni del Primo ministro britannico. Ha impersonato, inoltre, Narcissa Malfoy negli ultimi tre capitoli della saga cinematografica di Harry Potter e Polly Gray nella serie televisiva Peaky Blinders prodotta dalla BBC.

## Biografia
Nata nel quartiere londinese di Paddington da padre scozzese originario di Glasgow, Ian McCrory, di professione diplomatico, e da madre gallese, Anne Morgans. Studiò alla Queenswood School nello Hertfordshire e successivamente trascorse un anno in Italia. Da sempre appassionata di teatro e recitazione, il suo esordio avvenne in numerosi spettacoli teatrali. Esordì al cinema in un piccolo ruolo con Intervista col vampiro (1994), accanto a Brad Pitt e Tom Cruise. Interpretò Anna Karenina in un film per la televisione inglese, e ottenne molti altri ruoli minori in film come Becoming Jane - Il ritratto di una donna contro, al fianco di James McAvoy e Anne Hathaway. Tra i suoi numerosi ruoli, da ricordare quello della madre di Giacomo Casanova in Casanova, accanto ad Heath Ledger.
Nel 2005 era stata scelta per interpretare Bellatrix Lestrange nei film della saga di Harry Potter, ma, a causa della sua gravidanza, il ruolo passò a Helena Bonham Carter. La sua carriera con Harry Potter, però, decollò lo stesso: interpretò infatti Narcissa Malfoy nella serie cinematografica di Harry Potter a partire da Il principe mezzosangue fino a I Doni della Morte - Parte 1 e Parte 2. Nel 2006 apparve in The Queen - La regina. Nel 2009 partecipò ad alcuni episodi della serie Life insieme al marito e nel 2010 si unì al cast de I due presidenti. Nel 2011 venne diretta da Martin Scorsese in Hugo Cabret.
Dal 2013 prese parte alla serie televisiva britannica Peaky Blinders nel ruolo di Polly Gray per le prime cinque stagioni, fino al 2019.

## Vita privata

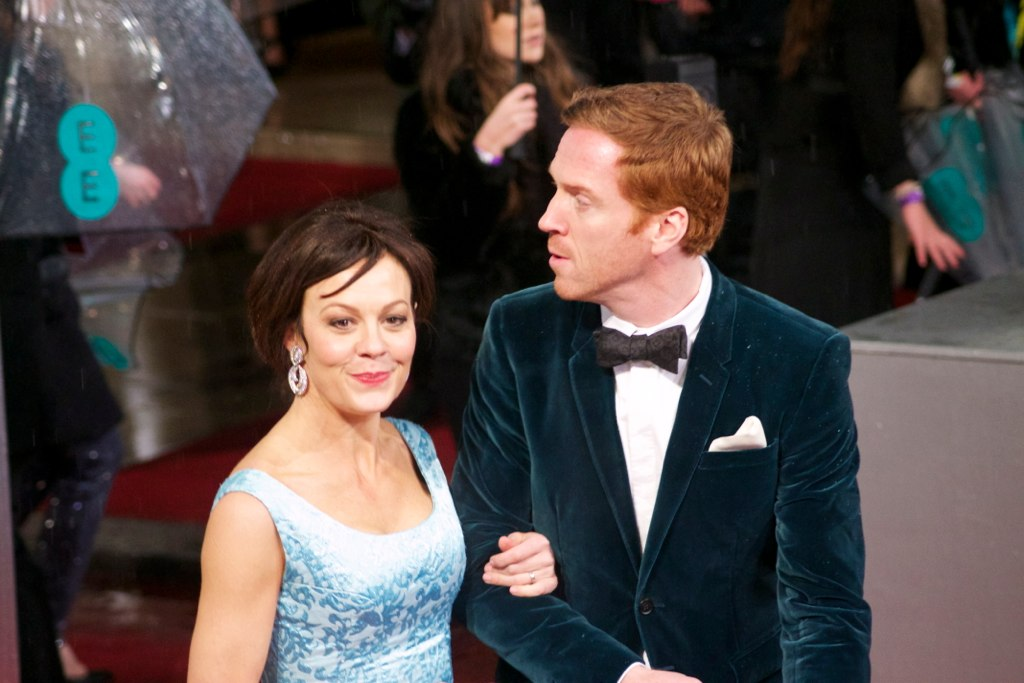
Helen McCrory con suo marito Damian Lewis al Festival di Berlino 2015

Dal 4 luglio 2007 McCrory è stata sposata con l'attore Damian Lewis, da cui ha avuto due figli: Manon e Gulliver, nati rispettivamente l'8 settembre 2006 e il 2 novembre 2007.
È deceduta il 16 aprile 2021 all'età di 52 anni, a causa di un tumore al seno.

## Filmografia

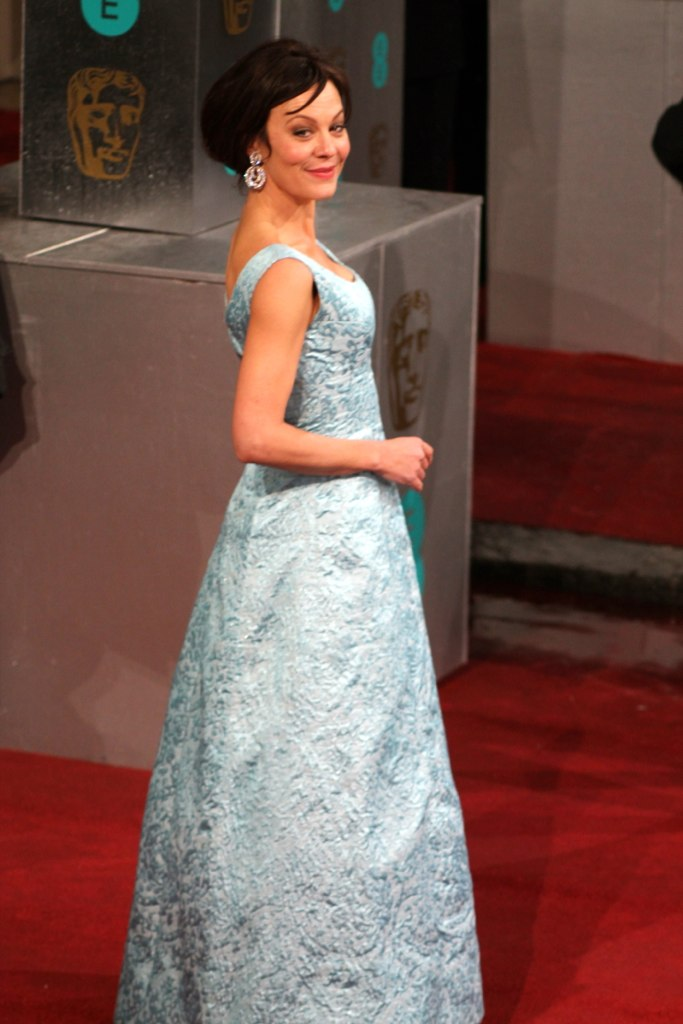
Helen McCrory nel 2013

### Attrice

#### Cinema
- Intervista col vampiro (Interview with the Vampire: The Vampire Chronicles), regia di Neil Jordan (1994)
- Scacco matto (Uncovered), regia di Jim McBride (1994)
- The James Gang, regia di Mike Barker (1997)
- Dad savage, regia di Betsan Morris Evans (1998)
- Charlotte Gray, regia di Gillian Armstrong (2001)
- Montecristo (The Count of Monte Cristo), regia di Kevin Reynolds (2002)
- L'amore fatale (Enduring Love), regia di Roger Michell (2004)
- Casanova, regia di Lasse Hallström (2005)
- The Queen - La regina (The Queen), regia di Stephen Frears (2006)
- Becoming Jane - Il ritratto di una donna contro (Becoming Jane), regia di Julian Jarrold (2007)
- Flashbacks of a Fool, regia di Bailli Walsh (2008)
- Harry Potter e il principe mezzosangue (Harry Potter and the Half Blood Prince), regia di David Yates (2009)
- 4.3.2.1., regia di Noel Clarke e Mark Davis (2010)
- Harry Potter e i Doni della Morte - Parte 1 (Harry Potter and the Deathly Hallows - Part 1), regia di David Yates (2010)
- Harry Potter e i Doni della Morte - Parte 2 (Harry Potter and the Deathly Hallows - Part 2), regia di David Yates (2011)
- Hugo Cabret (Hugo), regia di Martin Scorsese (2011)
- Skyfall, regia di Sam Mendes (2012)
- Le regole del caos (A Little Chaos), regia di Alan Rickman (2014)
- L'angelo della morte (The Woman in Black: Angel of Death), regia di Tom Harper (2014)
- Bill, regia di Richard Bracewell (2015)
- L'ora più bella (Their Finest), regia di Lone Scherfig (2016)

#### Televisione
- Full Stretch – serie TV, episodio 1x04 (1993)
- The Jury – serie TV, 6 episodi (2002)
- Sherlock Holmes ed il caso della calza di seta (Sherlock Holmes and the Case of the Silk Stocking), regia di Simon Cellan Jones – film TV (2004)
- Life – serie TV, 5 episodi (2009)
- Doctor Who – serie TV, episodio 5x06 (2010)
- I due presidenti (The Special Relationship), regia di Richard Loncraine – film TV (2010)
- Leaving – serie TV, 3 episodi (2012)
- Peaky Blinders – serie TV, 31 episodi (2013-2019)
- Penny Dreadful – serie TV, 12 episodi (2014-2015)
- Inside No. 9 – serie TV, episodio 1x06 (2014)
- Fearless – serie TV, 6 episodi (2017)
- MotherFatherSon – miniserie TV, 8 puntate (2019)
- Quiz – miniserie TV, 3 puntate (2020)
- Roadkill – miniserie TV, 4 puntate (2020)

### Doppiatrice
- Fantastic Mr. Fox, regia di Wes Anderson (2011)
- Phineas e Ferb – serie animata, episodio 3x11 (2011)
- Loving Vincent, regia di Dorota Kobiela e Hugh Welchman (2017)
- His Dark Materials - Queste oscure materie (His Dark Materials) – serie TV, 4 episodi (2019-2020)

## Teatro
- L'importanza di chiamarsi Ernesto, di Oscar Wilde. Harrogate Theatre di Harrogate (1990)
- Macbeth, di William Shakespeare. Riverside Studios di Londra (1990)
- Nozze di sangue, di Federico García Lorca. National Theatre di Londra (1991)
- Fuente Ovejuna, di Lope de Vega. National Theatre di Londra (1992)
- Il gabbiano, di Anton Čechov. National Theatre di Londra (1994)
- Macbeth, di William Shakespeare. Shakespeare's Globe di Londra (1995)
- How I Learned to Drive, di Paula Vogel. Donmar Warehouse di Londra (1998)
- Il trionfo dell'amore, di Pierre de Marivaux. Almeida Theatre di Londra (1999)
- Platonov, di Anton Čechov. Almeida Theatre di Londra (2000)
- Zio Vanja, di Anton Čechov. Almeida Theatre di Londra (2002)
- La dodicesima notte, di William Shakespeare. Donmar Warehouse di Londra (2002)
- Vecchi tempi, di Harold Pinter. Donmar Warehouse di Londra (2004)
- Come vi piace, di William Shakespeare. Wyndham's Theatre di Londra (2005)
- Rosmersholm, di Henrik Ibsen. Almeida Theatre di Londra (2008)
- Medea, di Euripide. National Theatre di Londra (2014)
- Il profondo mare azzurro, di Terence Rattigan. National Theatre di Londra (2016)

## Doppiatrici italiane
Nelle versioni in italiano delle opere in cui ha recitato, Helen McCrory è stata doppiata da:
- Franca D'Amato in Harry Potter e il principe mezzosangue, Harry Potter e i Doni della Morte - Parte 1, Harry Potter e i Doni della Morte - Parte 2, Doctor Who, Loving Vincent, MotherFatherSon
- Roberta Greganti in Penny Dreadful, Peaky Blinders, L'ora più bella
- Roberta Pellini in L'amore fatale, Hugo Cabret, L'angelo della morte
- Tiziana Avarista ne I due presidenti, Quiz, Becoming Jane
- Barbara Berengo Gardin in The Queen - La regina
- Anna Rita Pasanisi in Skyfall
- Laura Romano ne Le regole del caos
- Lilli Manzini ne Flashback of a Fool

Da doppiatrice è sostituita da:
- Anna Cesareni in His Dark Materials - Queste oscure materie